# Alexander Pawlowitsch Rodsjanko

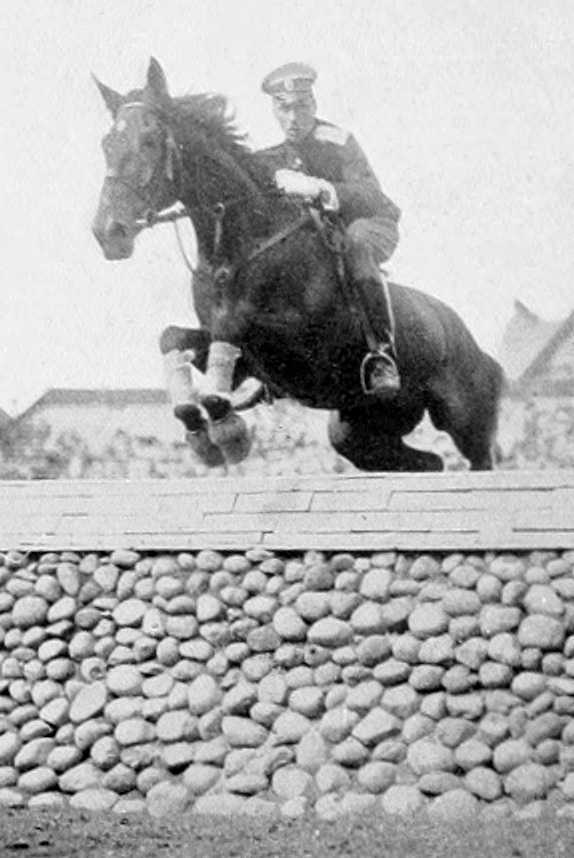
Alexander Rodsjanko, 1912

Alexander Pawlowitsch Rodsjanko (russisch Александр Павлович Родзянко; * 13. August 1879 im Russischen Kaiserreich; † 5. Juni 1970 in New York City) war ein russischer Militär. Im Russischen Bürgerkrieg war er Kommandeur des Nordkorps bzw. der Nordwestarmee der Weißen Bewegung.

## Jugend und Erster Weltkrieg
Rodsjanko stammte aus einer adeligen Familie mit Großgrundbesitz. Sein Onkel Michail Rodsjanko war Vorsitzender der 3. und 4. Staatsduma. 1899 trat Rodsjanko in ein Kavallerieregiment ein und besuchte Offiziers Kavallerie-Schulen unter anderem 1908 in Saumur in Frankreich. Neben dem Militärdienst betrieb Rodsjanko erfolgreich den Pferdesport. Unter anderem war er Teilnehmer an den Olympischen Spielen 1912 in Stockholm (Springreiten, 16. Platz Einzel, 5. Platz Mannschaft).
Zu Beginn des Ersten Weltkriegs diente er in verschiedenen Front- und Stabskommandos der Kavallerie. Im Mai 1916 bildete er als Regimentskommandeur einer Offiziere Kavallerie-Schule eine militärische Eliteeinheit für den Fronteinsatz aus. Im April 1917 war er Kommandeur der 1. Brigade der 17. Kavallerie-Division. Von Juni bis Juli 1917 war er Chef der Garnison Riga, im Oktober 1917 Kommandeur der 17. Kavallerie-Division. Nach der Oktoberrevolution und der Auflösung des zaristischen Heeres wurde er 1918 von der vorrückenden deutschen Armee interniert.

## Weiße Bewegung
Im August 1918 lebte Rodsjanko in Riga. Er beteiligte sich im November 1918 an der Bildung von weißen Truppen unter deutscher Führung. Nach der Kriegsniederlage Deutschlands, versuchte er Verbindungen zu den Ententemächten zu knüpfen.
Im Januar 1919 ging er nach Tallinn und übernahm Führungspositionen im russischen Nordkorps, welches unter estnischem Oberbefehl gegen die Rote Armee kämpfte. Durch erfolgreiche Gegenangriffe im Raum Pskow erwarb er sich die Wertschätzung des estnischen Oberbefehlshaber Johan Laidoner. und war ab April 1919 de facto Befehlshaber des Nordkorps. Im Mai begann eine Offensive auf Gdow und Jamburg in Richtung Sankt Petersburg. Am 1. Juni wurde Rodsjanko offiziell zum Befehlshaber des Korps ernannt. Die geringe Anzahl seiner weißen Truppen, der Mangel an Verbindung mit dem anti-bolschewistischen Untergrund in Sankt Petersburg, Differenzen mit den Esten und mangelnde Unterstützung der Entente führten zur Einstellung der Offensive. Während der Kämpfe erwies sich Rodsjanko selbst als energischer Kommandant, hatte jedoch wiederholt mit Eigenmächtigkeiten und Unbotmäßigkeiten verschiedener unterer Truppenführer zu kämpfen.
Nach einem Rückzug auf das estnische Grenzgebiet konnten sich die nunmehr als Nordwest-Armee bezeichneten Truppen reorganisieren. Ab August 1919 gab es zunehmende Konflikte zwischen Rodsjanko und dem nunmehrigen Oberbefehlshaber der Nord-West-Front Judenitsch, welcher über mehr Autorität und Einfluss verfügte. Judenitsch war Befürworter eines Angriffs auf Sankt Petersburg, während Rodsjanko das Zentrum der Armee in den Raum Pskow, südlich des Peipus-Sees verlegen wollte. In dieser Angriffsrichtung war auf mehr Unterstützung der bäuerlichen Bevölkerung und geringeren Widerstand der Roten Armee zu rechnen. Am 2. Oktober übernahm Judenitsch schließlich die direkte Führung der Armee. Rodsjanko wurde zu seinem Gehilfen ernannt und gleichzeitig zum Generalleutnant befördert. Während der Angriffe auf Sankt Petersburg im Oktober 1919 befand sich Rodsjanko an vorderster Front der vorrückenden 3. Division. Er nahm an der Besetzung von Gattschina und Zarskoje Selo teil. Nach der Niederlage hatte er den schwierigen Rückzug nach Estland zu führen. Für eine Wiederherstellung der Kampffähigkeit mangelte es an materieller und finanzieller Unterstützung, was die Auflösung und teilweise Internierung der Armee zur Folge hatte.

## Emigration
In den frühen 1920er-Jahren ging Rodsjanko nach Stockholm und von dort nach Deutschland. In seinen Memoiren übte er scharfe Kritik an General Judenitsch und verteidigte seine eigenen Entscheidungen und Initiativen. 1921 wurden diese Erinnerungen in Berlin veröffentlicht. Später emigrierte er in die USA, wo er den Vorsitz verschiedener Veteranenverbände der russischen Emigranten ausübte.